# Parafia Wniebowstąpienia Pańskiego w Głuchowie
Parafia Wniebowstąpienia Pańskiego w Głuchowie – parafia rzymskokatolicka, znajdująca się w archidiecezji przemyskiej, w dekanacie Łańcut I. 

## Historia
Głuchów został lokowany w połowie XIV wieku przez Ottona z Pilczy.
29 lutego 1979 roku rozpoczęto odprawiać msze święte w domu prywatnym, który został zaadaptowany na kaplicę. 10 września 1979 roku została erygowana parafia, z wydzielonego terytorium parafii w Łańcucie. 
W latach 1983–1986 zbudowano murowany kościół, według projektu inż. Romana Orlewskiego. 26 października 1986 roku bp Ignacy Tokarczuk poświęcił kościół pw. Wniebowstąpienia Pańskiego. 18 października 2009 roku abp Józef Michalik dokonał konsekracji kościoła.
Na terenie parafii jest 1 627 wiernych.
Proboszczowie parafii:
1979–2015. ks. kan. Augustyn Pawiński.
2015– nadal ks. Janusz Klamut.